# Eparquía de Alqosh
La eparquía de Alqosh (en latín: Eparchia Alquoshensis Chaldaeorum) es una circunscripción eclesiástica de la Iglesia católica en Irak. Se trata de una eparquía caldea, sufragánea de la archieparquía de Bagdad de los caldeos. Desde el 8 de octubre de 2022 su eparca es Thabet Habib Yousif Al Mekko.

## Territorio y organización
La eparquía extiende su jurisdicción sobre los fieles católicos de rito caldeo residentes en parte de la gobernación de Nínive: parte de los distritos de Shekhan y Tel Keppe (el municipio de Alqosh, la parte norte del municipio Telkief y parte del de Mezure).
La sede de la eparquía se encuentra en la ciudad de Alqosh en donde se halla la Catedral de San Jorge.
En 2020 en la eparquía existían 6 parroquias:
- Parroquia de San Jorge, en Alqosh
- Parroquia de San Jorge, en Tel Keppe
- Parroquia de San Qaryakos, en Batnaya
- Parroquia de San José, en Shekhan
- Parroquia de San Jorge, en Baqofah
- Parroquia de San Jorge, en Jambour
- Parroquia de San Jorge, en Bandwaya
- Parroquia de la Virgen María, en Sharafiya

## Historia
La eparquía fue creada el 24 de octubre de 1960 mediante la bula Splendida Orientalis del papa Juan XXIII, separando territorio de la archieparquía de Bagdad.

Placet ergo ab Ecclesia patriarchali Babylonensi Chaldaeorum territoria detrahere civilis praefecturae, quae dicitur, Chaikhan vel Ain-Sefne; integrum territorium municipii Alcosh; septemtrionalem partem municipii Telkief atque partem municipii Mezure; ex iisque novam dioecesim condere Alcoshensem Chaldaeorum nomine, cuius fines erunt: ad orientem solem, oppida cognominata Khenes et Bavian, usque ad locum ubi flumen Gomel in Khazer influit; dein montes quibus nomen Maqloub usque ad « Na waren » et via Ain Sefni Mossul usque ad fines locorum Batnai et Telkaif. Ad meridiem loca Batnai-Telkaif cognominata, linea recta usque ad flumen Tigrim. Ad occidentem solem flumen Tigris usque ad oppidum « Khersabet Saleh ». Ad septentrionem ab oppido, quod diximus, « Khersabet Saleh », iuxta flumen « Aloca » usque ad pontem « Aloca »; dein montes « Agha » per vicum « Basawai », et montes « Cheikh Adi » usque ad oppida « Khenes » et « Bavian » et flumen « Gomel ». Sedes episcopalis in urbe Alcosh cognominata erit, quam monachorum S. Hormisdae monasterium honestat, cathedra vero in templo S. Georgii collocabitur, quod congrua dignitate decoramus.

## Estadísticas
Según el Anuario Pontificio 2021 la eparquía tenía a fines de 2020 un total de 15 900 fieles bautizados.
| Año                                                                             | Población            | Población | Población      | Sacerdotes | Sacerdotes    | Sacerdotes    | Bautizados por sacerdote | Diáconos permanentes | Religiosos | Religiosos | Parroquias |
| Año                                                                             | Bautizados católicos | Total     | % de católicos | Total      | Clero secular | Clero regular | Bautizados por sacerdote | Diáconos permanentes | Varones    | Mujeres    | Parroquias |
| ------------------------------------------------------------------------------- | -------------------- | --------- | -------------- | ---------- | ------------- | ------------- | ------------------------ | -------------------- | ---------- | ---------- | ---------- |
| 1970                                                                            | 13 000               | 65 000    | 20.0           | 17         | 13            | 4             | 764                      |                      | 16         | 16         | 6          |
| 1980                                                                            | 13 000               | ?         | ?              | 4          | 4             |               | 3250                     |                      | 7          | 15         | 7          |
| 1990                                                                            | 13 500               | ?         | ?              | 7          | 7             |               | 1928                     |                      |            | 14         | 8          |
| 1999                                                                            | 16 190               | ?         | ?              | 18         | 15            | 3             | 899                      |                      | 4          | 12         | 7          |
| 2000                                                                            | 16 500               | ?         | ?              | 11         | 9             | 2             | 1500                     |                      | 5          | 12         | 7          |
| 2001                                                                            | 17 000               | ?         | ?              | 13         | 11            | 2             | 1307                     |                      | 4          | 14         | 7          |
| 2002                                                                            | 15 000               | ?         | ?              | 14         | 12            | 2             | 1071                     |                      | 5          | 15         | 7          |
| 2003                                                                            | 17 947               | ?         | ?              | 14         | 12            | 2             | 1281                     |                      | 5          | 15         | 7          |
| 2004                                                                            | 17 487               | ?         | ?              | 14         | 12            | 2             | 1249                     |                      | 5          | 15         | 7          |
| 2009                                                                            | 32 070               | ?         | ?              | 11         | 9             | 2             | 2915                     |                      | 5          | 16         | 8          |
| 2012                                                                            | 22 300               | ?         | ?              | 8          | 6             | 2             | 2787                     |                      | 5          | 11         | 8          |
| 2015                                                                            | 17 500               | ?         | ?              | 7          | 5             | 2             | 2500                     |                      | 7          | 12         | 8          |
| 2018                                                                            | 15 500               |           |                | 4          | 3             | 1             | 3875                     |                      | 4          | 7          | 13         |
| 2020                                                                            | 15 900               | ?         | ?              | 5          | 5             |               | 3180                     |                      | 6          | 12         | 6          |
| Fuente: Catholic-Hierarchy, que a su vez toma los datos del Anuario Pontificio. |                      |           |                |            |               |               |                          |                      |            |            |            |

## Episcopologio
- Abdul-Ahad Sana † (20 de diciembre de 1960-6 de diciembre de 2001 retirado)
- Mikha Pola Maqdassi (6 de diciembre de 2001-8 de octubre de 2022 nombrado obispo auxiliar del Bagdad[nota 1])
- Thabet Habib Yousif Al Mekko, por sucesión el 8 de octubre de 2022